# Dendrodoris azineae
Dendrodoris azineae is een slakkensoort uit de familie van de Dendrodorididae. De wetenschappelijke naam van de soort is voor het eerst geldig gepubliceerd in 2004 door Behrens & Valdés.